# Милан Атанасов
Милан Атанасов Атанасов (среща се и като Михаил) е български офицер, полковник, помощник-началник на Цензурната секция през Балканската (1912 – 1913) и Междусъюзническата война (1913), началник-щаб на 4-та пехотна преславска дивизия през Първата световна война (1915 – 1918).

## Биография
Милан Атанасов е роден на 27 май 1879 г. в София. На 5 септември 1895 постъпва на военна служба, и през 1900 г. завършва Военното на Негово Княжеско Височество училище, като през 1900 г. е произведен в чин подпоручик и зачислен в 1-ви пехотен софийски полк. На 2 август 1903 г. е произведен в чин поручик. През 1903 г., като поручик от 1-ви пехотен софийски полк е командирован за обучение в Николаевската генералщабна академия в Санкт Петербург, Русия, която завършва през 1906 г. През 1908 в чин капитан.
През 1900 г. е служи в 24-ти пехотен черноморски полк, а от 1911 г. е помощник-началник на информационно-цензурната секция в Щаба на войската, на която длъжност е и през Балканските войни (1912 – 1913). С преместването на Щаба на действащата армия от София в Стара Загора, Цензурната секция се разделя на две групи – Софийска и Старозагорска, като за началник на Софийската първоначално е назначен проф. Беньо Цонев, който по-късно е заменен от капитан Атанасов. На 18 май 1913 г. е произведен в чин майор, а през 1915 г. е През 1915 г. е офицер за поръчки в щаба на 4-та пехотна преславска дивизия.
По време на Първата световна война (1915 – 1918) майор Атанасов служи първоначално като началник-щаб на 3-та бригада от 4-та пехотна преславска дивизия, а по-късно е началник-щаб на самата дивизия. На 10 октомври 1916 г., е произведен в чин подполковник. През 1918 г. е награден с Военен орден „За храброст“ IV степен 1 клас, която степен е потвърдена от заповед № 355 от 1921 г. по Министерството на войната.
След края на войната на 1 април 1919 г. е произведен в чин полковник.

## Военни звания
- Подпоручик (1900)
- Поручик (2 август 1903)
- Капитан (1908)
- Майор (18 май 1913)
- Подполковник (10 октомври 1916)
- Полковник (1 април 1919)

## Образование
- Военно на Негово Княжеско Височество училище (до 1900)
- Николаевска генералщабна академия (1903 – 1906)

## Награди
- Военен орден „За храброст“ IV степен 1 клас (1918, 1921)
- Народен орден „За военна заслуга“ V степен на военна лента
- Орден „За заслуга“ на обикновена лента